# William F. De Saussure

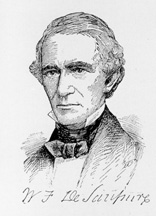
William F. De Saussure

William Ford De Saussure (* 22. Februar 1792 in Charleston, South Carolina; † 13. März 1870 in Columbia, South Carolina) war ein US-amerikanischer Jurist und Politiker (Demokratische Partei), der den Bundesstaat South Carolina im US-Senat vertrat.
William De Saussure war der Sohn von Henry William DeSaussure, dem zweiten Direktor der United States Mint. Er machte im Jahr 1810 seinen Abschluss an der Harvard University, studierte dann die Rechtswissenschaften, wurde in die Anwaltskammer aufgenommen und begann danach in Charleston sowie in Columbia zu praktizieren. 1847 wurde er Richter am Kanzleigericht von South Carolina.
Im Jahr zuvor war er als Abgeordneter im Repräsentantenhaus von South Carolina erstmals politisch tätig geworden. Nach dem Rücktritt von US-Senator Robert Rhett nahm De Saussure dann ab dem 10. Mai 1852 dessen Sitz im Kongress ein; er verblieb dort nach seinem Sieg bei der Nachwahl bis zum 3. März 1853.
In der Folge war William De Saussure wieder als Anwalt in Columbia tätig. Über viele Jahre fungierte er dort auch als Kurator des South Carolina College, der späteren University of South Carolina.